# Clusia salvinii
Clusia salvinii är en tvåhjärtbladig växtart som beskrevs av John Donnell Smith. Clusia salvinii ingår i släktet Clusia och familjen Clusiaceae. Inga underarter finns listade i Catalogue of Life.